# 1984–1985-ös magyar férfi vízilabda-bajnokság (másodosztály)
Az 1984–1985-ös magyar férfi másodosztályú vízilabda-bajnokságban tíz csapat indult el, a csapatok két kört játszottak.

## Tabella
| #   | Csapat                         | M  | Gy | D | V  | G+  | G-  | P  | Megjegyzés     |
| --- | ------------------------------ | -- | -- | - | -- | --- | --- | -- | -------------- |
| 1.  | Kecskeméti VSC                 | 18 | 17 | 1 | 0  | 222 | 128 | 35 |                |
| 2.  | Hódmezővásárhelyi VSE          | 18 | 14 | 2 | 2  | 206 | 148 | 30 |                |
| 3.  | Tipográfia TE                  | 18 | 8  | 6 | 4  | 167 | 143 | 22 |                |
| 4.  | Egri Vízmű                     | 18 | 9  | 2 | 7  | 168 | 155 | 19 | 1 pont levonva |
| 5.  | MAFC                           | 18 | 8  | 2 | 8  | 156 | 163 | 17 | 1 pont levonva |
| 6.  | Csongrád-Bokros Kossuth TSZ SK | 18 | 6  | 2 | 10 | 181 | 213 | 14 |                |
| 7.  | Ceglédi VSE                    | 18 | 5  | 4 | 9  | 183 | 207 | 14 |                |
| 8.  | Ybl Miklós FSE                 | 18 | 5  | 3 | 10 | 151 | 166 | 12 | 1 pont levonva |
| 9.  | Bánki Donát FSE                | 18 | 3  | 4 | 11 | 141 | 198 | 9  | 1 pont levonva |
| 10. | Miskolci EAFC                  | 18 | 1  | 2 | 15 | 152 | 201 | 3  | 1 pont levonva |

* M: Mérkőzés Gy: Győzelem D: Döntetlen V: Vereség G+: Dobott gól G-: Kapott gól P: Pont
Kecskeméti VSC Játékosai: Benda Ákos; Bodnár Zoltán; Csillag Ervin; Deák Róbert; Debreczeni Zsolt; Hegedűs Zsolt; Jenei Vilmos; Király Attila;
Kovács Zoltán; Loványi Róbert; Marton Tibor; Nagy Imre; Nagypál Sándor; Sárkány György; Simon Gábor;
Edző: Magó Gábor